# تشاي ورشام (غيزانية)
تشاي ورشام (بالفارسية: چای‌ورشام) هي قرية وتقع في إيران في قسم غيزانية الريفي. يقدر عدد سكانها بـ 77 نسمة بحسب إحصاء 2016.